# Sidi Bettache
Sidi Bettache  (in arabo سيدي بطاش‎?) è un centro abitato e comune rurale del Marocco situato nella provincia di Benslimane, regione di Casablanca-Settat. Conta una popolazione di 6 927 abitanti (censimento 2014).